# Гордана Павловић
Гордана Павловић (Сарајево, 1971) српска је књижевница, приређивач, приређивач антологија, сакупљач.

## Биографија
Гордана Павловић  рођена 16. маја 1971. године у Сарајеву. Писањем се бави више од двадесет година, док је са 2013. годином почела са објављивањем дела. Рецензент је преко 100 књижевних дела у Србији и иностранству и уредник је великог броја књига(преко 200) . Припремила је велики број зборника и антологија. Песме су јој преведене на македонски, енглески, немачки, бугарски, албански, словеначки језик, руски и као такве презентоване у различитим новинама и културним установама широм света. Пише за многе електронске и штампане новине.
- Члан је Удружења књижевника Србије и редован члан Матице српске, Нови Сад.
- Члан Српског удружења „Ћирилица“ Београд
- Члан "Седмице" из Франкфурта (подружница УКС-а);
- Члан "Горске виле" из Подгорице (Колективни члан Матице Српске);
- Почасни члан књижевног клуба "Душко Трифуновић"-Кикинда;
- Почасни председник Удружења слободних стваралаца "Алекса Шантић"- Република Српска.

Живи и ствара у Београду.

## Награде и признања
- Песма Шта ће ми?, из књиге Потка живота, у јуну 2014. године освојила је другу награду на Међународном фестивалу "Лирични гласови" у Бугарској.[3]
- Роман Челична воља је проглашен најбољим романом ИК СВЕН за 2015. годину.
- Књига „Завештање мом српском роду“ је ауторки донела  Специјално високо признање академије „Иво Андрић“ за животно дело.
- Роман "Божијом промисли вођена", 2017. награђен високим признањем Издавачке куће СВЕН за неговање српске хероике и духовне традиције
- У јуну 2017. године награђена захвалницом и медаљом „Теслин народ“, од стране Теслине научне фондације, за  несебичан рад и промоцију лика, дела и визије Николе Тесле.
- Добитник прве награде "Митрополит Јосиф Цвијовић" за своја дела на конкурсу редакције Наше Ужице 2019.године

Заједно са супругом Љубишом Павловић приредила је и уредила многе  заједничке књиге и антологије, међу којима су : 
- “Причај ми родни крају“;  Издавач СВЕН Ниш, 2015.,	 978-86-7746-575-9
- „Не дирај моје огњиште“;  Издавач СВЕН Ниш, 2016.;	 978-86-7746-610-7
- „Славом предака и снагом потомака Србија васкрсава“ , Издавач СВЕН Ниш, 2017. ; 978-86-7746-640-4

Поједини текстови из књиге „Завештање мом српском роду“ објављени су на великом броју  интернет портала, новина и изузетно добро прихваћени од стране читалаца.

## Рецензије
Рецензије су јој писали: Љубиша, Павловић, Др.Мирјана Стакић/доцент на Учитељском факултету у Лепосавићу/-члан УКС, Недељко Попадић, писац, Јелица Ивановић, дипломирани филозоф, Јелена М. Ћирић, песник, члан УКС, Саво Шкобић, писац, Сенахид Незировић, новинар, преводилац и писац, Симо Голубовић, писац, Нада Петровић, књижевница, члан УКС, Академик Олга Зорић, Божидар Кљајевић, историчар, књижевник, члан УКС, Милојка Јововић, књижевница, члан УКЦГ И Матице српске.
УРЕДНИК, РЕЦЕНЗЕНТ,ПРИРЕЂИВАЧ МНОГИХ КЊИГА:
Добри људи, Јован Н. Бундало- Доброта и љубав једини смисао живљења / Гордана Павловић;  978-86-7746-598-8
Да је среће и памети , Шкобић Саво;  978-86-7746-420-2
У свету бајки,Соња Јелић- Бајка је у нама-  978-86-7746-635-0
Књ. 1, Буђење звери / Младен Несторовић- Зло се добрим побеђује;  978-86-7746-674-9
Беле рукавице сатирање Србије / Љубиша Павловић- "Бог воли и чува истинољубиве";  978-86-7746-706-7
Путовање кроз сећање. 2 / Јелица Ивановић;  978-86-84377-30-4
Путовање кроз сећање. 3 / Јелица Ивановић -  978-86-84377-31-1
Путовање кроз сећање. 1 / Јелица Ивановић -  978-86-84377-29-8
И ја имам право на живот / Невена Џаја -  978-86-7746-466-0
Књ. 2, Заборављени страх / Младен Несторовић, Зло се добрим побеђује -  978-86-7746-752-4
Мирис лета / Раде Пантелић -  978-86-7746-625-1
У блату си, сине / Раде Пантелић -  978-86-7746-618-3
Кажи истину / Раде Пантелић -  978-86-7746-541-4
Тајна из младости / Раде Пантелић , Љубав побеђује све препреке -  978-86-7746-555-1
Ноћ пуног месеца / Раде Пантелић -  978-86-6319-081-8
Три живота једне жене / Невена Џаја -  978-86-86445-13-1
Проклетство неправде / Братислав Петровић -  978-86-7746-453-0
Уби ме брате / Невена Џаја -  978-86-7746-445-5
Испод дуге : зборник поезије и прозе / [уредник Гордана Павловић] , Реч приређивача / Љубиша Павловић -  978-86-7746-457-8
С љубављу жени : зборник поезије и прозе , Реч уредника / Гордана Павловић. -  978-86-89695-01-4
Све боје лета : међународни зборник поезије и прозе / [уредник Гордана Павловић] , Реч приређивача / Љубиша Павловић -  978-86-7746-479-0
Искре душе / Живослава Жива Арсић -  978-86-7746-564-3
Молитва љубави / Винко Николић -  978-86-7746-425-7
Збогом Сарајево / Драган Рађеновић -  978-86-7746-670-1
Алас / Давор Вуковић-  978-86-7746-644-2
Живот од снова / Мелиха Миљевић-  978-86-7746-507-0
Дах / Мирјана Драшковић-  978-86-7746-511-7
Сузе љубави / Џенана  Груендорф-  978-86-7746-429-5
Ластин лет / Љубиша-Тиша Станковић-  978-86-7746-414-1
Зденац успомена / Љубиша Станковић Тиша-  978-86-89547-07-8
Изговорена тиховања / Наташа Чворовић -  978-86-7746-680-0
Крст часни и три прста / Винко Николић-  978-86-7746-602-2
Дивани личких споменика / Милена Чанковић-  978-86-7746-578-0
Од нечега до ничега и назад / Владимир Вукелић-  978-86-7746-567-4
Хаппенинг / Зоран Шкиљевић -  978-86-7746-484-4
Врисак срца / Ана Иван Жигић-  978-86-7746-474-5
Амор у срцу : (пјесме за децу) / Саво Шкобић-  978-86-7746-469-1
Добровољно, ал' на силу : драме / Драган Рађеновић-  978-86-7746-589-6
Са олтара родне груде : зборник поезије и прозе аутора Плашчанске долине / [приређивач Милан Р. Косановић]-  978-86-7746-528-5
Жигосање истине : фото роман о штампи : страдање новинара / Радомир Смиљанић, Гордана Павловић-  978-86-7746-683-1
Мостови љубави : зборник поезије и прозе / [приређивач Свето Продан ; графике Душан Продана]-  978-86-7746-554-4
Војводина, постојбина душе / Јулка Ерцег-  978-86-7746-576-6
Не дирај моје огњиште / приредили Гордана Павловић, Олга Зорић, Љубиша Павловић ; [предговор Олга Зорић ; поговор Љубиша Павловић, Гордана Павловић]-  978-86-7746-610-7
Завјет крајишких рана / Милан Р. Косановић-  978-86-7746-571-1
Завичај у души / Милан Р. Косановић ; [поговор Гордана Павловић]-  978-86-7746-519-3
Кад утихну врбе / Љубиша Тиша Станковић- 978-86-7746-465-3
Са извора душе / Марина Милосављевић-  978-86-7746-513-1
То сам ја / Милица Аранђеловић Цила-  978-86-917471-0-7
Ружин кофер / Јелица Ивановић -  978-86-7746-486-8
Дие Лиебесфламме / Љубиша Тиша Станковић ; [üберсетзт фон Ирена Живковић]-  978-86-7746-421-9
Не скидајте тугу са кловновог лица : приповијетке / Драган Вилић-  978-86-7746-627-5
Сремица и генерал / Невена Џаја-  978-86-7746-464-6
Славом предака и снагом потомака Србија васкрсава : заједничка књига / приређивачи Гордана Павловић, Љубиша Павловић;
 978-86-7746-640-4
Сагласја трун / Владимир Пејовић -  978-86-7746-770-8
Пркос равнице / Јованка Новковић-Перге-  978-86-7746-468-4
Са разлогом / Рада Мирешевић-  978-86-7746-553-7
Душе благодати : најлепше духовне беседе и поуке / приредили Гордана Павловић, Љубиша Павловић ; [уводна реч Гордана Павловић, Љубиша Павловић]-  978-86-900889-2-8
Жена - снажна и нежна, свила и стена / приредили Гордана Павловић, Љубиша Павловић ; [уводна реч Гордана Павловић, Љубиша Павловић]- 978-86-900889-7-3
У мом погледу / Оливера Шестаков-  978-86-7746-471-4
Погледи / Анђела Павловић, Гордана Павловић-  978-86-900889-4-2
Захвална --- / Анђела Павловић-  978-86-900851-3-2
Пркосим ветру / Драгица Кораћ Ивановић-  978-86-89695-00-7
Кад сува суза клизи / Мирјана Бркљач Хемун-  978-86-7746-565-0
Камен море / Милена Башић Љубисављевић-  978-86-7746-432-5
Висећи вртови речи / Душко Кораћ -  978-86-7746-537-7
Взгляды / Анджела Павлович, Гордана Павлович ; [перевёл с серпского Товстоног Игорь]-  978-86-900889-8-0
Шашаво време. 1 / Симо Б. Голубовић-  978-86-80100-01-2
Шашаво време. 3 / Симо Б. Голубовић-  978-86-80100-03-6
Шашаво време. 2 / Симо Б. Голубовић-  978-86-80100-02-9
Моја малецка / Милош Елек Вукотић-  978-86-902520-0-8
Додир смираја / Ајша Горчевић-Муса -  978-86-7746-538-4
Живот песме пише, али није песма / Милош Елек Вукотић-  978-86-7746-470-7
Робиња туге / Невена Џаја-  978-86-7746-413-4
Српкињо, снаго и утехо : зборник прича и песама - 978-86-6227-179-2
Распеће / Марија Јотић-Миленковић-  978-86-7970-110-7
Кутија сећања / Снежана Влајнић Костић-  978-86-7746-416-5
Васионска жена / Милена Савић Мицалетто-  978-86-7746-449-3
Морао си да се десиш / Ајша Горчевић;  978-86-7746-760-9
На крилима наде / Даница Маринковић;  978-86-7746-438-7
И ја имам право на живот / Невена Џаја ;  978-86-7746-466-0
Уби ме брате / Невена Џаја;  978-86-7746-445-5
Желим да ти кажем : међународни зборник поезије и прозе / [приређивач Љубиша Павловић];  978-86-7746-544-5
Ледени жар орхидеје / Драгана Павличевић-Томић;  978-86-7746-473-8